# 楫西光速
楫西光速（かじにし みつはや、1906年1月9日-1964年3月19日）は、日本の経済史学者。
大阪市西区出身。1929年東京帝国大学経済学部卒、58年「下総行徳塩業史」で東京大学経済学博士。大阪の商業学校で教えたのち、1938年に渋沢敬三のアチック・ミューゼアム（のちの日本常民文化研究所）研究員。戦後1948年法政大学教授となり、1950年東京教育大学教授。この間、土屋喬雄を助けて『渋沢栄一伝記資料』を編集。『東京商工会議所史』の編纂に当たったほか、日本資本主義発達史を中心とする多数の著書、論文、社会科の教科書も執筆した。

## 著書
- 『技術発達史 軽工業』日本資本主義研究講座 河出書房 1948
- 『日本における産業資本の形成』御茶の水書房 1949
- 『日本近代綿業の成立』角川書店 経済選書 1950
- 『日本経済史』労働文化社 現代経済学全書 1950　御茶の水書房 1952
- 『昭和経済史 独占資本の発展』東洋経済新報社 現代経済学叢書 1951
- 『社會科の事典』学習社 宝玉百科 1952
- 『最新一般社会の完成』昇竜堂出版 1954
- 『産業史の人々』東京大学出版会 1954
- 『日本資本主義発達史 産業資本の成立と発展』有斐閣 1954 東洋経済新報社 1958
- 『最新社会研究』金子書房 1957
- 『精解社会』昇龍堂出版 1957
- 『続・日本資本主義発達史 独占資本の形成と発展』有斐閣 1957
- 『社会の基礎』旺文社 高校基礎シリーズ　1960
- 『豊田佐吉』吉川弘文館 人物叢書 1962
- 『政商』筑摩書房 グリーンベルト・シリーズ 1963
- 『高校倫理・社会 政治・経済の研究』金子書房 1964
- 『政商から財閥へ』筑摩書房 グリーンベルト・シリーズ 1964
  - 新編『近代化日本の政商と財閥』書肆心水 2025 - 上記「政商」と合本
- 『日本産業資本成立史論』御茶の水書房 1965

### 共編著・監修
- 『日本における資本主義の発達』上下 加藤俊彦、大島清、大内力共著 東大協同組合出版部 1951
- 『学習活用資料一般社會』編 清水書院 学習活用資料シリーズ 1952
- 『経済問題の基礎知識』共著 暁教育図書 現代教養講座 1952
- 『日本社会の基本問題』馬場四郎共編 教育図書 1952
- 『日本における資本主義の発達 年表』共著 東京大学出版会 1953
- 『新しい目で見た世界と日本の歴史』全10巻 共編 東西文明社 1954-55
- 『日本資本主義発達史年表』岡崎次郎、倉持博共編 河出書房 日本近代史叢書 別巻 1954
- 『産業社会学』森田稔、堀口貞幸共著 産業図書 1955
- 『製糸労働者の歴史』古島敏雄、帯刀貞代、小口賢三共著 岩波新書 1955
- 『学習新社会科法典 法令註解・資料・年表・統計・用語』監修 正進社 1958
- 『大学入試社会の総合整理』編 旺文社 大学入試総合整理叢書 1959
- 『日本残酷物語』全5巻　宮本常一、山本周五郎、山代巴共編 平凡社 1959-60 のちライブラリー
- 『講座中小企業』全4巻 岩尾裕純、小林義雄、伊藤岱吉共編 有斐閣 1960
- 『現代日本産業発達史 第11 繊維 上』編 現代日本産業発達史研究会 1964
- 『日本経済史大系 第5-6 近代』編 東京大学出版会 1965